# Shire of Donnybrook-Balingup
Shire of Donnybrook-Balingup is een Local Government Area (LGA) in de regio South West in West-Australië. Shire of Donnybrook-Balingup telde 6.155 inwoners in 2021. De hoofdplaats is Donnybrook.

## Geschiedenis
Op 12 mei 1905 werd het 'Ballingup Road District' en op 21 april 1961 het 'Donnybrook Road District' opgericht. Ten gevolge van de Local Government Act van 1960 veranderden beide districten op 23 juni 1961 van naam en werden 'Shires'.
Op 17 juli 1970 werden beide 'Shires' samengevoegd tot de 'Shire of Donnybrook-Balingup'.

## Beschrijving
Shire of Donnybrook-Balingup is een landbouwdistrict in de regio South West. Het is ongeveer 1.560 km² groot. Het district ligt iets meer dan 200 kilometer ten zuiden van de West-Australische hoofdstad Perth. De South Western Highway loopt door het district. De belangrijkste economische sectoren zijn de fruitteelt, landbouw, veeteelt, mijnbouw (zandsteengroeves) en het toerisme. In 2021 telde het district 6.155 inwoners.

## Plaatsen, dorpen en lokaliteiten
- Argyle
- Balingup
- Beelerup
- Brazier
- Brookhampton
- Donnybrook
- Ferndale
- Glen Mervyn
- Grimwade
- Irishtown
- Kirup
- Lowden
- Mumballup
- Mullalyup
- Newlands
- Noggerup
- Preston
- Southampton
- Thomson Brook
- Upper Capel